# Alberts Kviesis
Alberts Kviesis (Tērvete, 22 de dezembro de 1881 — Riga, 9 de agosto de 1944) foi um presidente da Letônia.

## Vida
Alberts Kviesis nasceu na freguesia de Kalnamuiža (Tērvete). Tendo recebido a educação primária dos pais, terminou a seguir o Ginásio de Jelgava e a partir de 1902 estudou Direito na Universidade de Tartu, onde se formou em 1907. Depois dos estudos, trabalhou como advogado em Jelgava. Ele participou ativamente do trabalho das sociedades nacionais da Letônia, tendo atuado como presidente interino da Sociedade da Letônia de Jelgava e membro da comissão letã da Cruz Vermelha de Jelgava.
Em 25 de abril de 1917, em Tartu, ele participou da assembleia local de Kurzeme e foi eleito para o Conselho Provisório da Terra de Kurzeme. Em maio de 1917, foi eleito pelo Congresso de Advogados da Letônia para o Bureau de Advogados da Letônia de Tartu. Em 17 de novembro de 1918, Kviesis estava entre os delegados do Tautas padome (Conselho do Povo) da Letônia e, como advogado, foi eleito vice-presidente do Conselho para os assuntos jurídicos. Durante os primeiros anos da independência da Letônia, Kviesis participou ativamente no desenvolvimento do sistema jurídico e judicial letão. Em julho de 1919 foi nomeado membro da Câmara do Tribunal, tornando-se seu presidente a partir de março de 1923. Simultaneamente, de 1921 a 1923, atuou como Ministro do Interior no gabinete de Zigfrīds Anna Meierovics. Ele foi um dos membros mais ativos da União de Agricultores da Letônia, sendo eleito para a Assembleia Constitucional e os três primeiros Saeimas. A partir de 1926 ele atuou como vice-presidente do parlamento da Letônia.
Após sua tentativa malsucedida durante as eleições presidenciais da Letônia em 1927, Kviesis concorreu novamente em 1930, depois que Gustavs Zemgals se recusou a ser candidato a um segundo mandato. Ele foi eleito após onze rodadas de votação em 9 de abril de 1930, com uma maioria de 55 votos dos membros do Saeima. Durante o seu mandato como presidente, ele nunca propôs uma única lei, nunca vetou uma única lei aprovada pelo Saeima e nunca exerceu o seu direito de convocar uma reunião extraordinária do gabinete. Em 11 de abril de 1933 foi reeleito por Saeima para seu segundo mandato.
Em 15 de maio de 1934, o primeiro-ministro Kārlis Ulmanis organizou um golpe de Estado, do qual o presidente, seu colega de partido, não tinha conhecimento prévio. Enquanto o golpe estava em andamento, as comunicações de Kvesis no Castelo de Riga foram interrompidas, mas ele nunca fez qualquer tentativa, como comandante em chefe do exército, de impedir ou resistir ao golpe. Depois de Ulmanis ter informado o presidente à 1h00 de 16 de maio que o Saeima fora dissolvido e a Constituição suspensa, Kvesis não protestou e continuou a exercer as suas funções até ao termo do seu mandato, embora sem qualquer poder real. Ele obedientemente assinou todas as leis aprovadas pelo governo autoritário de Ulmanis, sendo o único evento notável de seu segundo mandato a inauguração solene do Monumento à Liberdade em Riga, em 18 de novembro de 1935.
Em 19 de março de 1936, Kviesis promulgou uma lei que estipulava que Ulmanis se tornaria presidente após o término do mandato de Kvesis, combinando assim os dois cargos de forma inconstitucional. A lei entrou em vigor quando Kvesis deixou o cargo em 11 de abril de 1936, após o que ele retornou ao seu escritório de advocacia.
Quando o exército soviético ocupou a Letônia em 1940, Kviesis foi proibido de exercer a advocacia e colocado em prisão domiciliar. Ele evitou deportações em massa de junho de 1941, tendo se escondido com sua família na casa de algum guarda da floresta. Durante a ocupação alemã, ele retornou ao seu escritório de advocacia e tornou-se um colaboracionista, trabalhando para o consultor jurídico na Direção Geral de Direito do Governo Pró-Alemão da Letônia, que estava totalmente sob o controle alemão. De 1943 a 1944, ele atuou como diretor para os assuntos jurídicos do Governo Autônomo da Letônia.
Em agosto de 1944, ao embarcar em um navio alemão para partir com o exército alemão em retirada, ele morreu de ataque cardíaco enquanto o navio ainda estava no porto. Ele foi enterrado no Cemitério da Floresta em Riga.